# 圣帕瓜尔
圣帕瓜尔（法語：Saint-Pargoire，法語發音：[sɛ̃ paʁɡwaʁ]）是法国埃罗省的一个市镇，属于洛代沃区。

## 地理
圣帕瓜尔（43°31'40"N, 3°31'8"E）面积23.77 平方千米，位于法国奧克西塔尼大區埃罗省，该省份为法国南部沿海省份，南濒地中海，西南接奥德省，西北接塔恩省和阿韦龙省，东北与加尔省接壤。
与圣帕瓜尔接壤的市镇（或旧市镇、城区）包括：欧姆拉斯、贝拉尔加、康帕尼昂、波朗、普莱桑、圣庞斯德莫希安、于斯克拉斯代罗、维勒韦拉克。

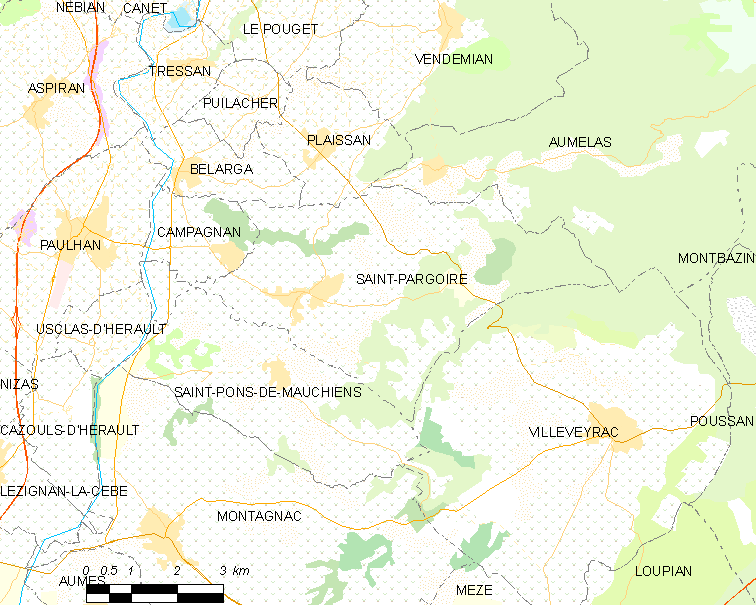
圣帕瓜尔的OSM定位图

圣帕瓜尔的时区为UTC+01:00、UTC+02:00（夏令时）。

## 行政
圣帕瓜尔的邮政编码为34230，INSEE市镇编码为34281。

## 政治
圣帕瓜尔所属的省级选区为日尼亚克县。

## 人口

1962-2008年间圣帕瓜尔人口变化图示

圣帕瓜尔于2022年1月1日时的人口数量为2438人。